# Wieland Möller
Wieland Möller (* 1982) ist ein deutscher Jazzmusiker (Schlagzeug, Komposition) und Klangkünstler.

## Leben und Wirken
Möller, der in Stralsund aufwuchs, spielte im Rahmen seiner Ausbildung im Landesjugendjazzorchester Mecklenburg-Vorpommern. Er absolvierte sein Schlagzeugstudium am Konservatorium Rotterdam, am Rytmisk Musikkonservatorium in Kopenhagen und am Berklee College of Music.
In den 2000er-Jahren gehörte Möller dem Michal Osowski Collective an (Live at White Elephant, Ayler Records, 2006) an. Mit Robert Boston (Piano) und Nicolas Letman Burtinovic (Kontrabass), bildete er zunächst  das Akvariet Trio, mit dem er mehrere Alben vorlegte und dem später die Pianistin Rieko Okuda und Antti Virtaranta am Bass angehörten. Ferner spielte er mit Markus Stockhausen, Tobias Delius, Almut Kühne, Edith Steyer, Nikolaus Neuser, Niko Meinhold, Horst Nonnenmacher, Susana Santos Silva und Daniel Carter. Aufnahmen entstanden außerdem mit dem Trio ATOS (mit Gonçalo Almeida und Lucas Acun) und dem Sander Baan Quartet.
Möller war Stipendiat des Goethe-Instituts und Gast beim Buenos Aires Jazz Festival und beim North Sea Jazz Festival. Er arbeitet als Schlagzeuger, Komponist und Performer im Feld des Jazz, der improvisierten Musik, des freien Theaters und im zeitgenössischen Tanz. So war er an verschiedenen Tanztheaterprojekten beteiligt, wie am Reykjavik Dance Festival.

## Diskographische Hinweise
- Akvariet (2013), mit Robert Boston, Nicolas Letman-Burtinovic
- Akvariet Trio Feat. Markus Stockhausen: Orakel (Unit Records. 2017), mit Rieko Okuda, Antti Virtaranta
- Akvariet Trio: Cosmos (2022), mit Rieko Okuda, Antti Virtaranta